# Cap-des-Rosiers
Pour les articles homonymes, voir Rosier (homonymie).
Cap-des-Rosiers, anciennement Saint-Alban-du-Cap-des-Rosiers, est un village compris dans le territoire de la ville de Gaspé, en Gaspésie–Îles-de-la-Madeleine, au Québec. D'abord constitué en municipalité de paroisse en 1895, le territoire de Cap-des-Rosiers est annexé à la ville de Gaspé le 1er janvier 1971. Située entre les localités de L'Anse-au-Griffon et de Cap-aux-Os, c'est aujourd'hui une porte d'entrée du parc national Forillon, en Gaspésie.

## Géographie

### Localisation
Le village de Cap-des-Rosiers est situé à 20 km au nord-est du centre-ville de Gaspé (42 km par la route) sur le littoral du golfe du Saint-Laurent, sur la péninsule de Forillon. Il est bordé par le parc national du Canada du même nom au sud et à l'ouest. 

### Démographie
Le village compte plus de 300, mais moins de 500 habitants.

### Économie
Le tourisme et la pêche sont des éléments majeurs de l'économie. En effet, sa localisation à l'entrée du parc Forillon en fait une zone d'accueil naturelle. Des pêcheurs du village offrent aux touristes des passages des excursions de pêche. Le phare est aussi ouvert aux visites.

## Histoire

### Toponymie
Le village doit son nom au cap sur lequel il est implanté, le cap des Rosiers. Samuel de Champlain le mentionne pour la première fois en 1631, puis l'identifie sur une carte en 1632,. Il choisit ce nom en raison des rosiers sauvages qui y abondent.

Les Anglais identifient sur leurs cartes l'endroit comme étant « Cap Rozière » ou « Cap Rozier ».

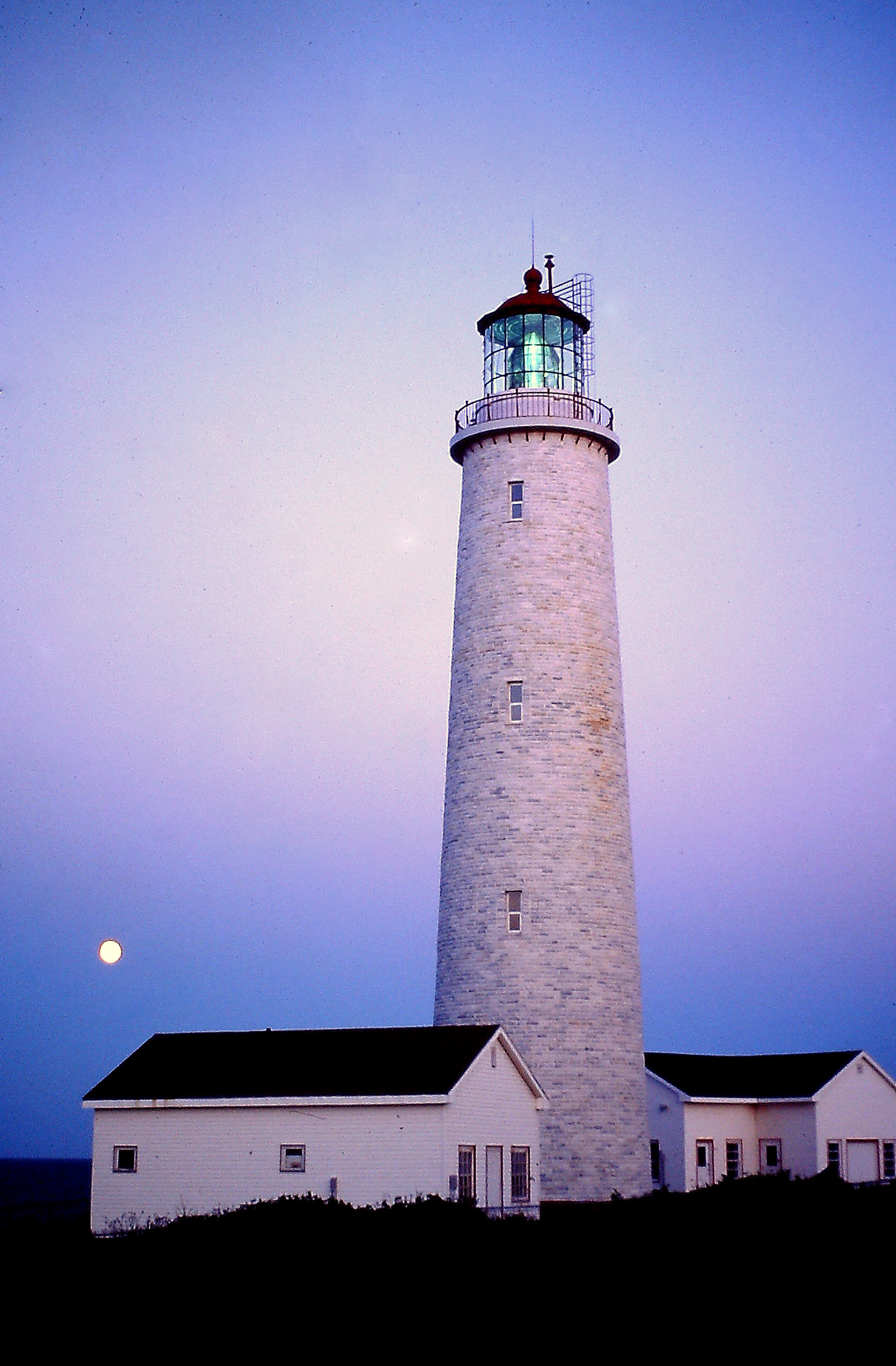
Le phare de Cap-des-Rosiers est le plus haut du Canada.

### Chronologie
Le lieu est fréquenté depuis le XVIIe siècle par des pêcheurs. En 1652, 11 marchands, dont Louis d'Ailleboust et Jean Bourdon, s'associent afin de former la première concession de pêche de la région.
En 1759, les Français y aperçoivent la flotte du général James Wolfe, se dirigeant vers Québec, où il vainc le marquis de Montcalm.
En 1847, le Carrick fait naufrage au large du Cap. 130 immigrants irlandais meurent dans l'accident ; les survivants s'installent dans la région.
La municipalité de Cap Rosier est constituée le 1er juillet 1845 avant d'être dissoute deux ans plus tard. La municipalité de canton de Cap Rosier est reformée le 1er juillet 1855. La municipalité de canton est scindée en 1870 afin de former Cap des Rosiers, qui change de nom en 1895 pour Saint-Alban-du-Cap-des-Rosiers, et L'Anse-au-Griffon.
En 1858, on construit le phare de Cap-des-Rosiers, d'une hauteur de 37 mètres, qui demeure encore le plus haut du Canada.
La paroisse Saint-Alban de Cap-des-Rosiers est érigée en 1873. Le premier curé résident est nommé l'année suivante. Une nouvelle église est inaugurée en 1964. 
En 1923, on dénombre 1025 habitants. La caisse populaire est fondée l'année suivante.
En 1970, le Gouvernement du Québec s'entend avec le Gouvernement du Canada pour la création du parc national Forillon. Québec exproprie des terres de Cap-des-Rosiers et les cède à Ottawa. Cette opération est contraire aux conclusions du rapport de la Commission d'étude sur l'intégrité du territoire du Québec, rédigé par Henri Dorion,.
Le 1er janvier 1971, Saint-Alban-du-Cap-des-Rosiers est annexé à la ville de Gaspé.